# Olle Ludvigsson
Olle Göran Ludvigsson (Hälsö, 28 ottobre 1948) è un politico svedese, europarlamentare per il Partito Socialdemocratico Svedese.

## Biografia
Esponente del Partito Socialdemocratico Svedese, alle elezioni europee del 2009 è stato eletto europarlamentare, venendo confermato nel 2014.